# Niponius unidentatus
Niponius unidentatus är en skalbaggsart som beskrevs av Lewis 1913. Niponius unidentatus ingår i släktet Niponius och familjen stumpbaggar. Inga underarter finns listade i Catalogue of Life.